# Colombia Coldeportes
Colombia Coldeportes was een Colombiaanse wielerploeg die in 2009 werd opgericht en sinds 2012 deelnam aan de continentale circuits. De manager was Gustavo Villegas.

## Bekende (ex-)renners
- Mauricio Ardila (2012-heden)
- Jaime Alberto Castañeda (2012-heden)
- Fernando Gaviria (2013-2015)
- Marlon Pérez (2012-heden)